# Las Malcogidas
Las Malcogidas es una película de Bolivia filmada en La Paz y dirigida por Denisse Arancibia. Se estrenó el 21 de septiembre de 2017 en Bolivia y tuvo como actores principales a Denisse Arancibia Flores y Ariel Vargas. Se desenvuelve en la ciudad de La Paz.
Producida por la boliviana Naira Cine en coproducción con la argentina Lagarto Cine y con Cinearte Bolivia como productora asociada. Las Malcogidas cuenta con un presupuesto aproximado de 500 mil dólares y el apoyo del programa Ibermedia e Hivos. 
Durante la etapa de desarrollo, que duró cinco años, el proyecto participó en el Foro de Coproducción del Festival de Cine de San Sebastián y en el Bolivia Lab, donde recibió el premio de asesoría de guión por parte del español José Ángel Esteban.

## Sinopsis
Carmen tiene más de 30 años, pesa más de 100 kilos y nunca ha tenido un orgasmo. Está enamorada de su vecino Álvaro, cantante de un mediocre grupo de rock. Vive con su hermano Honorio, quien fue elegido "Miss Trans" en varias ocasiones y que se hace llamar Karmen con "K". Ambos viven en la casa de su narcoléptica abuela Carmen. Carmen, la protagonista, intentará bajar de peso y luchará por combatir la maldición familiar y lograr así tener un orgasmo.

## Premios y nominaciones
- Preseleccionada para premios Platino.
- Mejor largometraje ficción, premio Eduardo Avaroa.